# Sequenza Tejas
La sequenza Tejas fu l'ultima trasgressione marina attraverso il cratone del Nord America.  Seguendo la regressione del tardo Cretaceo che pose fine alla Sequenza Zuñi, gli oceani avanzarono nuovamente in prossimità del Cenozoico, innalzandosi durante le epoche del Paleocene ed Eocene.  Non ci furono drammatici mari epeirogenetici nel Nord America; invero, la costa atlantica avanzò soltanto così lontano come l'insenatura del Mississippi.  La Tejas fu più profonda in Eurasia e Africa, che sperimentò l'estesa sedimentazione del carbonato durante l'Eocene.  Ci fu un'ultima trasgressione prima della fine dell'Oligocene che segnò la fine della sequenza Tejas.